# Stane Pajk
Stane Pajk, slovenski politik, poslanec, policist, gozdar in ekonomist, * 30. januar 1961, Brežice.
Stane Pajk, član stranke Slovenske demokratske stranke, je bil leta 2004 izvoljen v Državni zbor Republike Slovenije; v tem mandatu je bil član naslednjih delovnih teles:
- Odbor za gospodarstvo,
- Odbor za kmetijstvo, gozdarstvo in prehrano in
- Odbor za obrambo.